# Shine On (album, Pink Floyd)
Shine On je box set britské skupiny Pink Floyd. Byl vydán v listopadu 1992 (viz 1992 v hudbě) při příležitosti 25. výročí vydání prvního alba kapely.
Shine On obsahuje sedm vybraných alb Pink Floyd (osm CD), které vyšly mezi lety 1968 a 1987, a dále bonusové CD nazvané The Early Singles. Všechna CD jsou v digitálně remasterované podobě. Na The Early Singles se nachází všech pět singlů (včetně B stran, tedy celkem 10 skladeb) kapely, které vyšly v letech 1967 a 1968. Většina písní, kromě „The Scarecrow“ na desce The Piper at the Gates of Dawn a koncertní verze „Careful with that Axe, Eugene“ na desce Ummagumma, nebyla vydána na žádné studiovém albu, ačkoliv některé z nich se později objevily na některých kompilacích (především šířeji dostupných Relics a Works). Pro písně „It Would Be So Nice“ a „Point Me at the Sky“ je The Early Singles dodnes jediným oficiálním vydáním na CD.
Každé album se nachází v černé krabičce, všech osm krabiček poskládaných vedle sebe vytvoří obraz hranolu z přebalu The Dark Side of the Moon. Součástí balení Shine On je také kniha popisující hudební kariéru Pink Floyd do konce 80. let 20. století.

## Seznam disků
1. A Saucerful of Secrets (1968)
2. Meddle (1971)
3. The Dark Side of the Moon (1973)
4. Wish You Were Here (1975)
5. Animals (1977)
6. The Wall (1979, dvojalbum)
7. A Momentary Lapse of Reason (1987)
8. The Early Singles (singly z let 1967 a 1968)

| The Early Singles | The Early Singles             | The Early Singles              | The Early Singles                            | The Early Singles |
| Pořadí            | Název                         | Autor                          | Původní album                                | Délka             |
| ----------------- | ----------------------------- | ------------------------------ | -------------------------------------------- | ----------------- |
| 1.                | Arnold Layne                  | Barrett                        | singl (1967)                                 | 2:57              |
| 2.                | Candy and a Currant Bun       | Barrett                        | B strana singlu „Arnold Layne“ (1967)        | 2:47              |
| 3.                | See Emily Play                | Barrett                        | singl (1967)                                 | 2:54              |
| 4.                | The Scarecrow                 | Barrett                        | B strana singlu „See Emily Play“ (1967)      | 2:10              |
| 5.                | Apples and Oranges            | Barrett                        | singl (1967)                                 | 3:08              |
| 6.                | Paintbox                      | Wright                         | B strana singlu „Apples and Oranges“ (1967)  | 3:47              |
| 7.                | It Would Be So Nice           | Wright                         | singl (1968)                                 | 3:46              |
| 8.                | Julia Dream                   | Waters                         | B strana singlu „It Would Be So Nice“ (1968) | 2:35              |
| 9.                | Point Me at the Sky           | Waters, Gilmour                | singl (1968)                                 | 3:35              |
| 10.               | Careful with That Axe, Eugene | Waters, Wright, Gilmour, Mason | B strana singlu „Point Me at the Sky“ (1968) | 5:44              |
| Celková délka:    | Celková délka:                | Celková délka:                 | Celková délka:                               | 33:23             |